# Li Yan (calciatore 1984)
Li Yan (李岩S, Li YánP; Baoding, 19 luglio 1984) è un calciatore cinese, centrocampista del Baoding Yingli Yitong.